# Black Christmas (2019)
Black Christmas är en amerikansk slasherfilm från 2019 i regi av Sophia Takal, från ett manus skrivet av henne och April Wolfe. Detta är den andra lösa nyinspelningen på slasherfilmen Stilla natt, blodiga natt (engelska: Black Christmas) från 1974, efter den första nyinspelningen med samma namn, som hade biopremiär år 2006. I rollerna syns bland annat Imogen Poots, Aleyse Shannon, Lily Donoghue, Brittany O'Grady, Caleb Eberhardt, och Cary Elwes.
Filmen hade svensk och amerikansk biopremiär den 13 december 2019. Produktionen av själva filmen satte igång på Nya Zeeland den 23 juni, för att sedan avslutas den 31 juli samma år.

## Handling
Filmens handling kretsar mestadels kring collegetjejerna Riley Stone, Kris Waterson, Marty Coolidge, och Jesse Bolton-Sinclair, som är med i föreningen Mu Kappa Epsilon, på det fiktiva colleget Hawthorne College. På deras skola går också en okänd mördare/stalker lös, och mördar dess kvinnliga studenter, en efter en. I och med dessa händelser, så känner de fyra flickorna, att de snart inte kan lita på någon av de manliga studenterna på deras campus. Men detta betyder inte, att de tänker bli olyckliga offer för denna mördare. Utan de är villiga att verkligen göra allt i sin makt för att få stopp på denna mordvåg, om det så är det sista de gör!

## Rollista
| Imogen Poots     | – Riley Stone           |
| Aleyse Shannon   | – Kris Waterson         |
| Lily Donoghue    | – Marty Coolidge        |
| Brittany O'Grady | – Jesse Bolton-Sinclair |
| Caleb Eberhardt  | – Landon                |
| Cary Elwes       | – Professor Gelson      |
| Simon Mead       | – Nate                  |
| Madeleine Adams  | – Helena Rittenhouse    |
| Nathalie Morris  | – Fran "Franny" Abrams  |
| Ben Black        | – Phil McIllaney        |
| Zoë Robins       | – Oona Aptread          |
| Ryan McIntyre    | – Brian Huntley         |
| Mark Neilson     | – Gil                   |
| Lucy Currey      | – Lindsay Helman        |
| Jonny McBride    | – Svarta masken         |